# Conjunto arqueológico de Peñas de Béjar

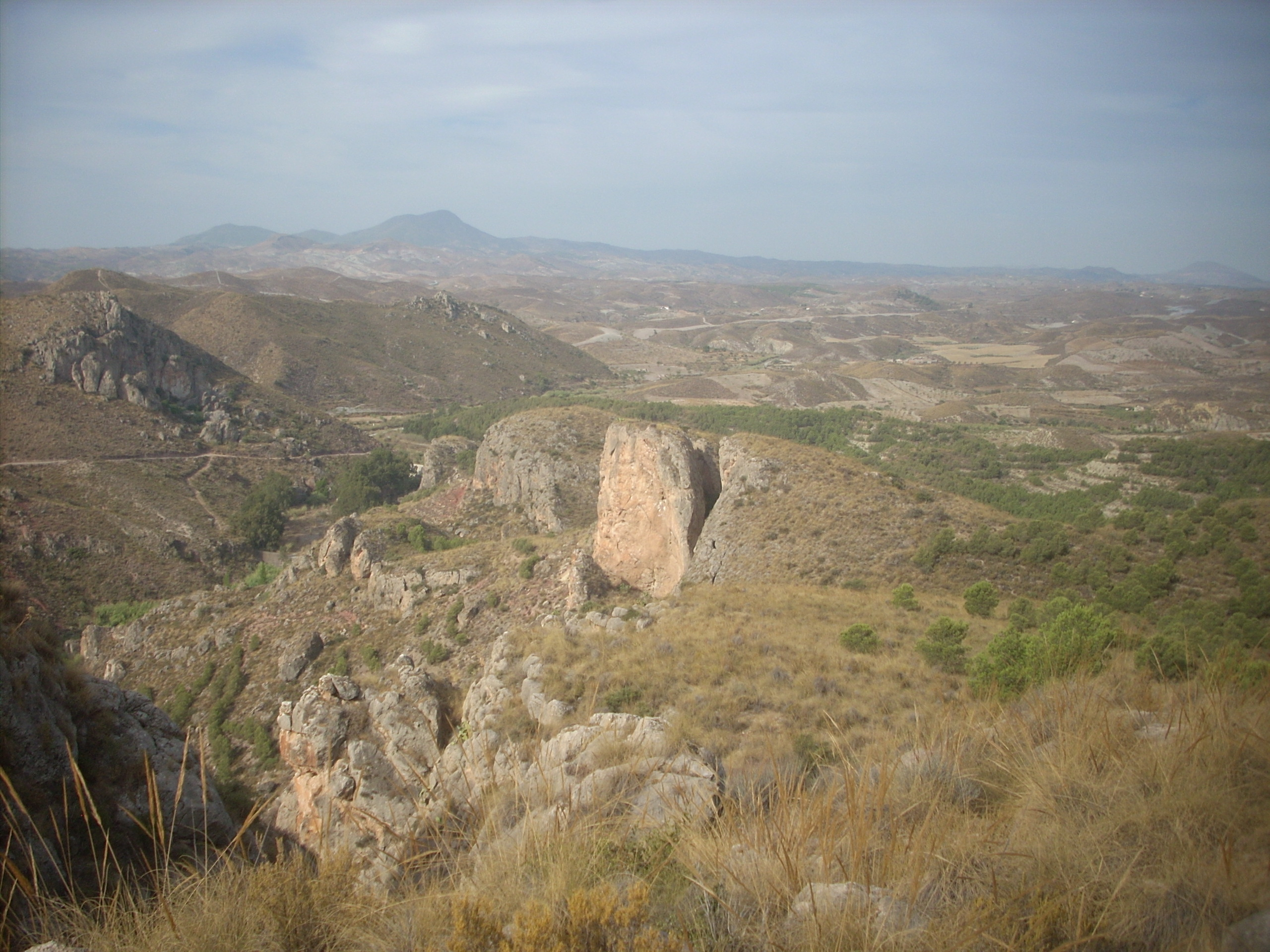
Panorámica del relieve en el que se emplaza Peñas de Béjar

Conjunto de yacimientos arqueológicos adscritos cronológicamente a época argárica (2200-1500 a. C.). Se sitúan en  el paraje de Peñas de Béjar, dentro de los términos municipales de Lorca y Puerto Lumbreras (Región de Murcia, España). Se trata de Peñas de Béjar y Peñas de Béjar I, sendos poblados fortificados, y Peñas de Béjar II, identificado como una estructura defensiva relacionada con los dos anteriores.

## Peñas de Béjar

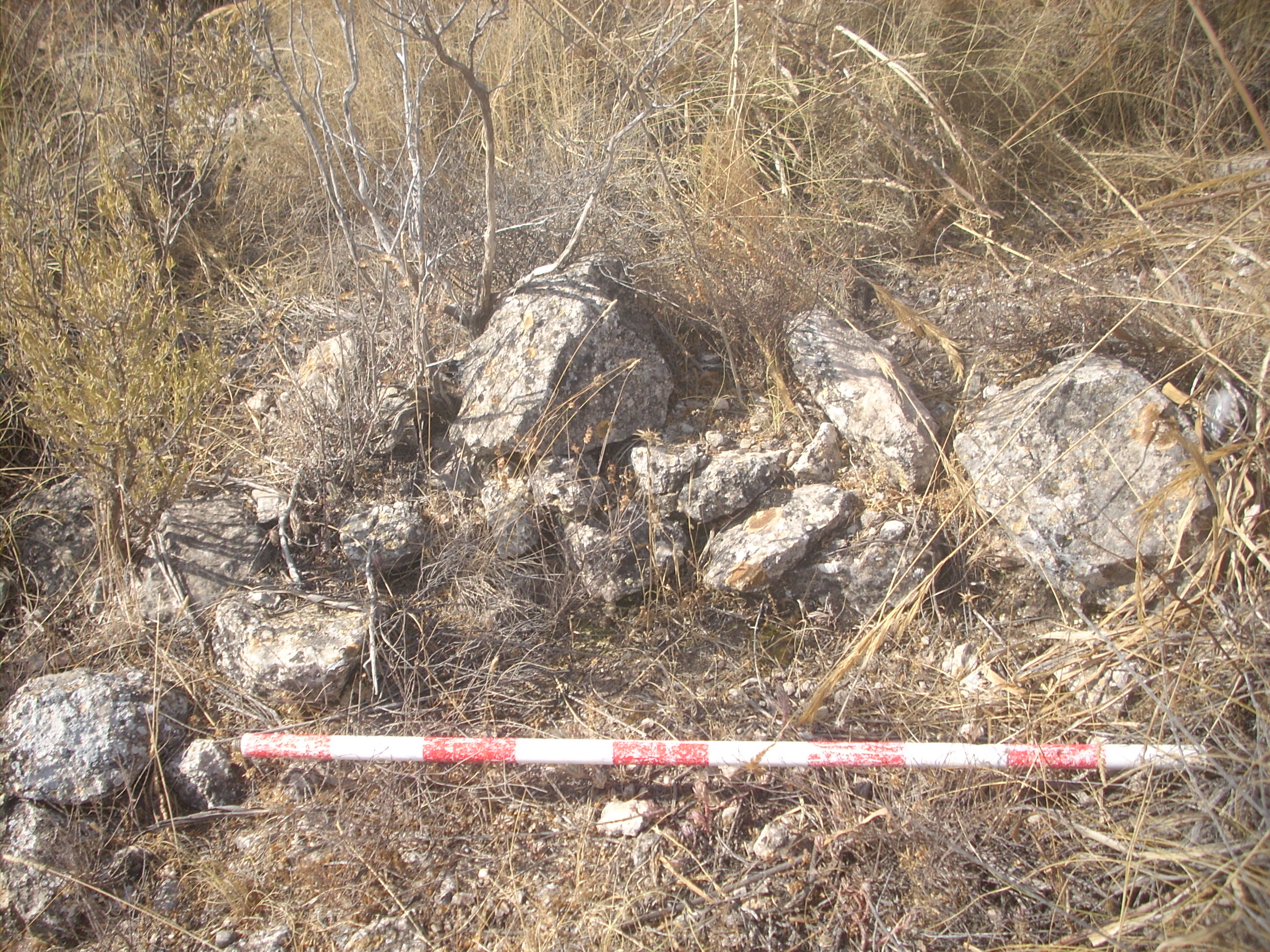
Restos de muros en Peñas de Béjar

Se sitúa en un relieve de laderas abruptas definido al sur por la rambla de Béjar y al oeste por un ramblizo tributario de la anterior. En él se distinguen dos zonas. La primera se trata de un poblado fortificado argárico construido sobre restos anteriores calcolíticos. Se conservan restos de un gran muro perimetral, construido con bloques de piedra a hueso, y numerosos vestigios constructivos pertenecientes a estructuras de hábitat. En las laderas del cerro  existen algunas cavidades; en una de ellas se localizaron cuatro punzones de cobre de sección cuadrada que debieron formar parte del ajuar de un enterramiento colectivo en covacha.

La segunda  zona se corresponde con un enterramiento megalítico de tipo rundgräber fechado en un momento avanzado del Calcolítico Antiguo y  del que no se conocen materiales por estar expoliado desde antiguo, con una cámara de 1,90 metros de anchura inscrita en un círculo de piedras.

## Peñas de Béjar I

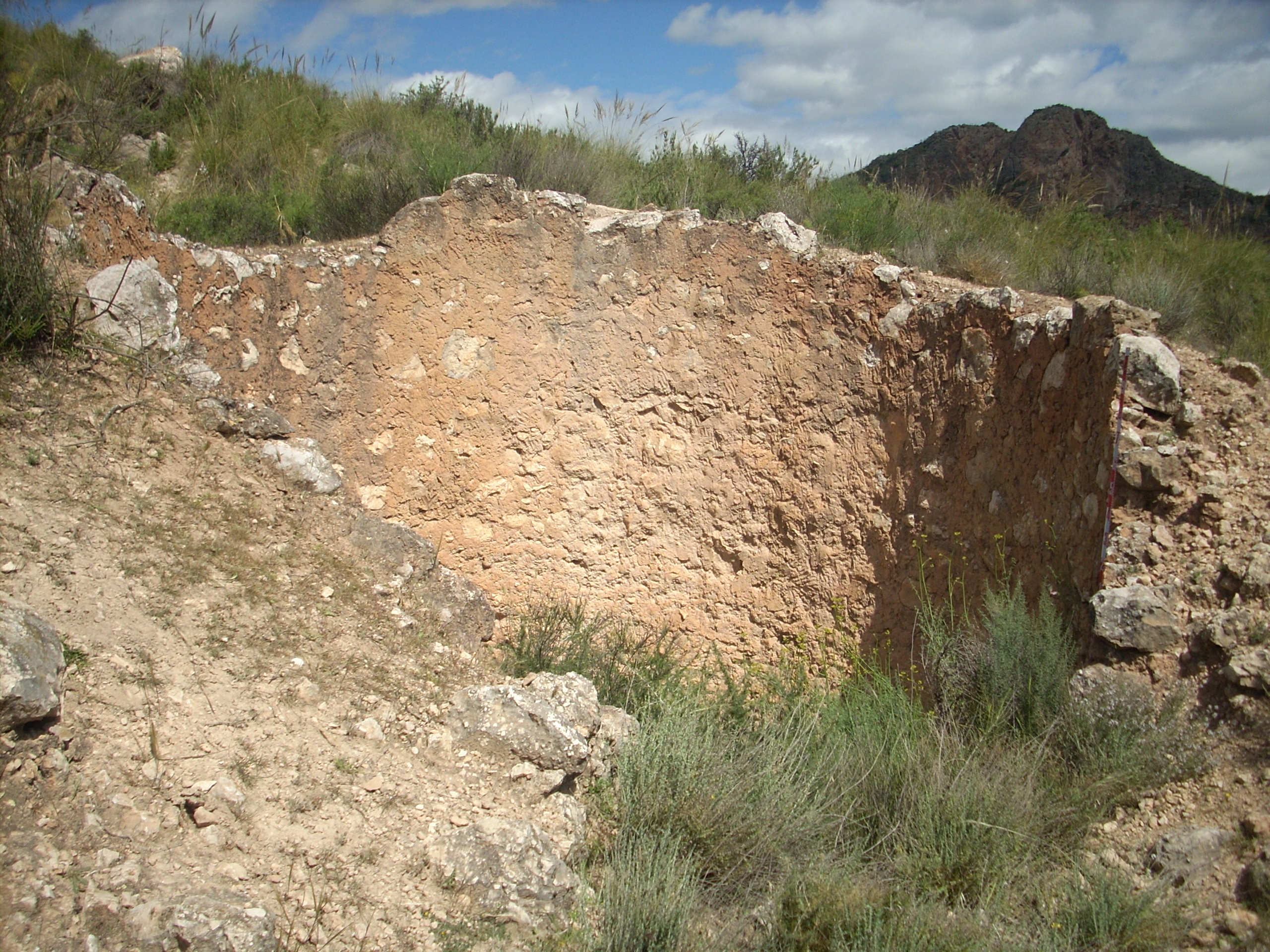
Peñas de Béjar I

Se emplaza en una de las alturas septentrionales de la sierra del Cimbre, en un cerro bien protegido por defensas naturales en su tercio superior y próximo a dos ramblas, la de Béjar y la de la Esparraguilla. En el yacimiento se conservan restos de la muralla que protegía al poblado, construida en piedra sin labrar dispuestas en seco y a la que se le adosan  torres de planta rectangular.

En su interior se disponen espacios de habitación constituidos por muros de mampostería, restos constructivos que se asocian a fragmentos de muelas de  molinos barquiformes  y  materiales cerámicos, entre los que destacan vasijas ovoides con tetones, y restos de tallar de sílex.

## Peñas de Béjar II
Finalmente, Peñas de Béjar II se interpreta como una estructura defensiva (un torreón) probablemente relacionada con el poblado de Peñas de Béjar I, que se localiza a sólo 300 m al suroeste. Se sitúa en una posición privilegiada, controlando la vía de comunicación que discurre junto a la rambla de Béjar.

## Galería
|                                                                  |
| Detalle de uno de los espacios de habitación en Peñas de Béjar I |

|                                                  |
| Parte de la muralla que protege Peñas de Béjar I |

|                             |
| Panorámica Peñas de Béjar I |

|                  |
| Peñas de Béjar I |

|                                           |
| Restos constructivos en Peñas de Béjar II |

|                                                               |
| Vista general de la zona en la que se sitúa Peñas de Béjar II |

|                                        |
| Restos constructivos en Peñas de Béjar |

|                                                  |
| Vista de la rambla de Béjar desde Peñas de Béjar |